# Orfanotrofo
Orfanotrofo (em grego: ὀρφανοτρόφος; romaniz.: orphanotróphos) foi um título bizantino para o curador do orfanato (em grego: ὀρφανοτροφεῖον; romaniz.: orphanotropheion). O diretor do mais importante orfanato, o orfanato imperial de Constantinopla, estabelecido no século IV e existente até o XIII, posteriormente ascendeu até tornar-se um ofício de particular significância e foi classificado entre os ministros seniores do Império Bizantino.

## História

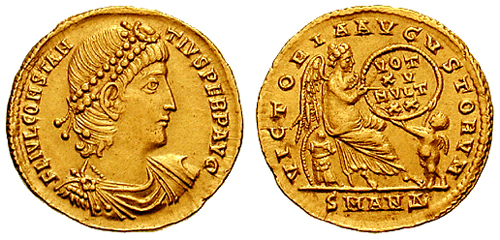
Soldo de r.

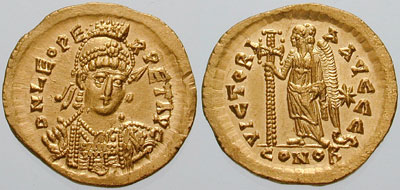
Soldo de r.

No espírito da filantropia cristã, o mundo bizantino mostrou particular cuidado com os membros mais fracos da sociedade, incluindo viúvas, órfãos, doentes e idosos. Órfãos eram adotados por pais adotivos, ou abrigados em mosteiros ou orfanatos, os últimos frequentemente sendo administrados por mosteiros. Em Constantinopla, havia um orfanato particularmente grande no canto nordeste da cidade, no sítio da antiga acrópole de Bizâncio, que posteriormente permaneceu sob patrocínio imperial. A Pátria de Constantinopla rastreou seus antecedentes numa série de fundações de caridade criadas no reinado do imperador Constâncio II (r. 337–361) pelo patrício e protovestiário Zótico, que foi depois canonizado pela Igreja. Segundo um romance de 469 do imperador Leão I, o Trácio (r. 457–474), Zótico foi o primeiro a portar esse título. No século V, os sacerdotes Nico e Acácio, mais tarde patriarca de Constantinopla (472–488), são conhecidos por terem sido sucessivamente orfanotrofos na capital, enquanto outro futuro patriarca, Eufêmio (489–495) reteve o posto na cidade provincial de Neápolis.
A legislação de Justiniano (r. 527–565) frequentemente menciona o orfanato e o ofício de orfanotrofo, mas somente no reinado de seu sucessor Justino II (r. 565–578) que a instituição na capital adquiriu suas características definitivas: Justino e sua esposa Sofia, com a ajuda do protovestiário também chamado Zótico, construiu um orfanato próximo da Igreja de São Paulo (ou São Pedro e Paulo segundo Teófanes, o Confessor)— provavelmente a igreja de mesmo nome próximo do Portão de Eugênio sobre as muralhas marítimas do Corno de Ouro mencionado por Nicéforo Gregoras — e restaurou a fundação do primeiro Zótico, que foi possivelmente convertido num leprosário. Justino transmitiu um estipêndio anual de 443 nomismas para o orfanato e fez suas possessões inalienáveis. Foi provavelmente então que o orfanotrofo da capital começou a ser nomeado pelos imperadores. Como resultado, enquanto nas províncias o posto de orfanotrofo continuou a ser ocupados por clérigos, na capital logo tornou-se um ofício formal e foi mentido por membros da hierarquia administração secular.

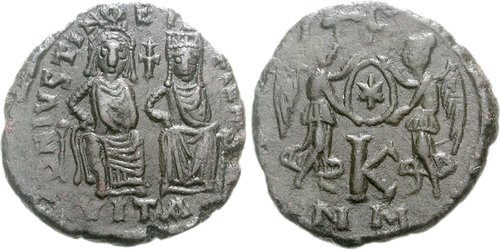
Numo de Cartago mostrando Justino II e Sofia entronados

Nos séculos IX-XI, o papel de orfanotrofo foi limitado ao orfanato imperial na capital, enquanto as fundações de caridade estavam sob a supervisão de dois outros oficiais, o cartulário do sacélio e o grande curador. O orfanotrofo foi responsável pelos internos e gestor da fortuna deles até os 20 anos, exceto se casassem antes; ele foi proibido de vender a posse de seus tutelados ao menos se com autorização especial; e no caso de má administração era responsável pelo prefeito urbano. Segundo o Sobre as Cerimônias do século X, o orfanotrofo teve os seguintes oficiais subordinados:
- Os secretários da casa (χαρτουλάριοι τοῦ οἴκου, "cartulários da casa"), que provavelmente administraram o novo orfanato fundado por Justino II e Sofia;
- Os secretários do santo (χαρτουλάριοι τοῦ ὁσίου, "cartulários do santo"), que provavelmente estiveram no comando do orfanato original fundado por Zótico;
- Um tesoureiro (ἀρκάριος, "arcário"), aparentemente ativo em ambas as fundações;
- Alguns curadores (κουράτωρες) de função inespecífica, talvez administrando instituições afiliadas.

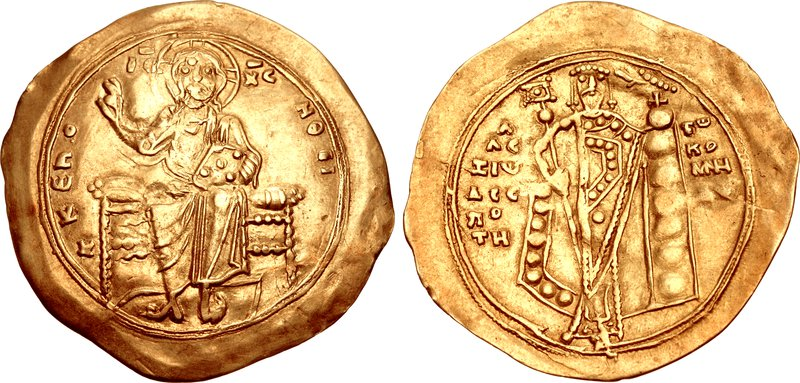
Hipérpiro escifato de r.

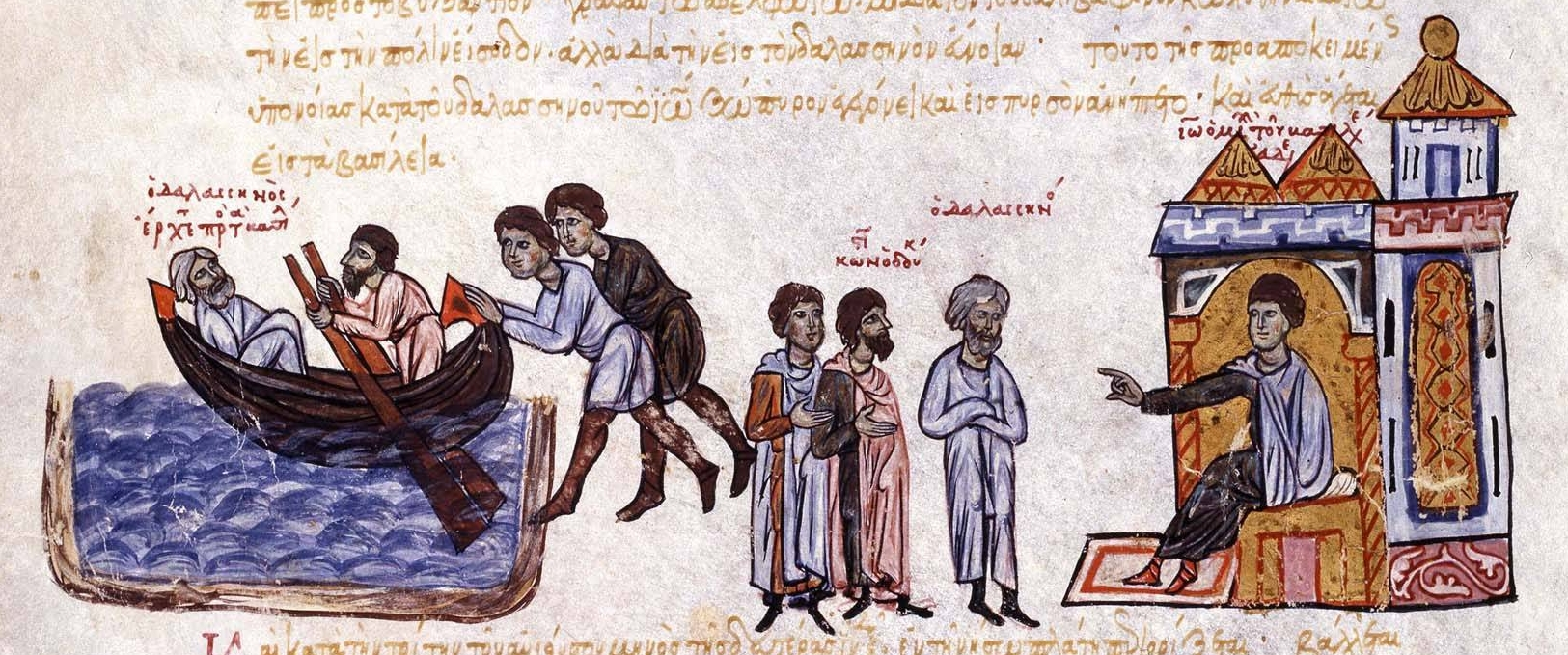
exila Constantino Dalasseno na ilha Platos. Iluminura do Escilitzes de Madrid

No Taktikon Uspensky de ca. 843, o orfanotrofo reteve o posto exaltado de patrício e permaneceu na trigésima sétima posição na hierarquia, imediatamente após o cartulário do vestiário, enquanto no Cletorológio de 899 ele permaneceu na posição quinquagésima sexta entre as dignidades conferidas por decreto, após o mestre das petições. O Sobre as Cerimônias descreve o papel do orfanotrofo em certas cerimônias imperiais, frequentemente junto com seus tutelados, que foram levados à presença do imperador, cantaram cânticos e receberam presentes dele. As posições cortesãs conferidas pelos orfanotrofos nos séculos IX-XI foram as de antípato, patrício e protoespatário; isso foi restrito para os titulares seculares do ofício, pois como regra, clérigos não detinham uma posição cortesã.
Vários titulares do ofício, contudo, combinaram-o com outros ofícios seculares administrativos. Mais notoriamente, o eunuco João, o Orfanotrofo ascendeu até tornar-se o regente virtual do império no final do reinado de Romano III Argiro (r. 1028–134) antes de ascender seu irmão Miguel IV, o Paflagônio (r. 1034–1041) e sobrinho Miguel V, o Calafate (r. 1041–1042) ao trono. João foi nomeado orfanotrofo já sob Romano III e após tornar-se monge logo depois, ele se despojou de seus outros títulos seculares manteve apenas o último, pelo qual é conhecido.
O orfanato imperial foi restaurado após ser danificado por terremotos no final do reinado de Romano III, mas novamente caiu em mau estado no tempo de Aleixo I Comneno (r. 1081–1118), cujas diversas atividades de caridade incluíram sua restauração e a fundação de um verdadeiro município de instituições caritativas em torno dele para os cegos, aleijados ou idosos. Aleixo dotou a instituição de receitas consideráveis, e fundou uma escola onde os órfãos podiam receber aulas gratuitas. O filho e sucessor de Aleixo, João II Comneno (r. 1118–1143), ampliou-o mais. Durante o período do Império Latino, seu destino é desconhecido, mas é provável que muitas das instituições públicas bizantinas permaneceram em más condições. Como parte de sua reconstrução em larga escala da cidade após sua reconquista em 1261, Miguel VIII Paleólogo (r. 1259–1282) erigiu uma escola "nas fundações do antigo orfanotrófio", provavelmente indicando que ele deixou de funcionar por algum tempo até então.

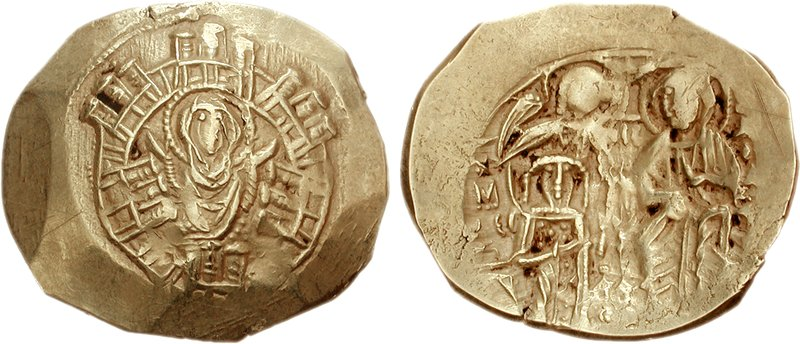
Hipérpiro de r.

Apesar da dissolução do orfanato imperial, o ofício de orfanotrofo sobreviveu até o período Paleólogo em sua capacidade fiscal. Tão cedo quanto o Cletorológio, foi classificado entre os secretários fiscais, os secréticos (ocupando a décima primeira posição entre eles), e aparentemente sucedeu um oficial fiscal mais antigo, o "curador do Mangana", em suas funções. No começo do século XIV, Manuel Files ainda chamava-o "o tesoureiro dos meios imperiais", mas em meados do século XIV o Livro dos Ofícios de Pseudo-Codino registra que ele, embora ainda ocupando a quinquagésima sexta posição na hierarquia palacial, não possuía mais uma função particular. Segundo Codino, seu vestido cortesão consistia de um longo cabádio de seda, e um chapéu escarânico abobadado coberto com veludo vermelho e encimado por uma pequena borla vermelha.

## Lista de titulares conhecidos
| Nome                  | Mandato                               | Notas | Referências |
| --------------------- | ------------------------------------- | --- | ----------- |
| Zótico                | sob Constâncio II (r. 337–361)        | Primeiro titular do título e fundador do orfanato homônimo, morto por Constâncio II. | [ 13 ]      |
| Nico                  | sob Leão I, o Trácio (r. 457–474)     | Sacerdote, predecessor de Acácio. | [ 13 ]      |
| Acácio                | sob Leão I, antes de 472              | Sucessor de Nico, reteve o ofício antes de sua elevação ao patriarcado em março de 472. | [ 6 ]       |
| Eufêmio               | Antes de 489                          | Foi sacerdote e orfanotrofo em Neápolis antes de sua elevação ao patriarcado na primavera de 489. | [ 20 ]      |
| Jorge                 | ca. 869–870                           | Diácono e orfanotrofo (incerto se em Constantinopla ou nas províncias), atestado no Quarto Concílio de Constantinopla. Destinatário de uma carta de Fócio. | [ 20 ]      |
| Leão                  | começo do século IX                   | Patrício e orfanotrofo, destinatário de uma carta de Teodoro Estudita. | [ 20 ]      |
| Nicéforo              | Final do século IX/começo do século X | Bispo de Niceia, atestado como orfanotrofo na Vida de Inácio. | [ 20 ]      |
| Paulo                 | sob Romano I Lecapeno (r. 920–944)    | Amigo e co-conspirador do magistro Estêvão e Teófanes Tiquiota contra o imperador. Após a descoberta da conspiração, foi tonsurado e banido para Antígona. | [ 21 ]      |
| Demétrio              | ca. 942                               | Cubuclísio da catedral de Salonica e orfanotrofo da diocese local, signatário num ato de maio de 942. | [ 20 ]      |
| João                  | final do século X                     | Juiz civil do Tema Armeníaco, destinatário de duas cartas de Nicéforo Urano. | [ 20 ]      |
| Melias                | ca. 1030                              | Patrício e orfanotrofo, signatário num ato sinodal de 1030. | [ 22 ]      |
| João, o Orfanotrofo   | ca. 1034–1041                         | Chefe do serventes eunucos do palácio como prepósito, tornou-se orfanotrofo próximo ao fim do reinado de Romano III. Após a morte do último, elevou seu irmão Miguel, o Paflagônio ao trono e foi o governante de facto do império por todo seu reinado. Após a morte de Miguel IV ele elevou seu sobrinho Miguel V, o Calafate para o trono, mas foi logo depois deposto e banido. Ele foi morto sob ordens de Constantino IX Monômaco (r. 1042–1055) em maio de 1043. | [ 16 ]      |
| Aleixo Aristeno       | antes de 1157                         | Aristeno seguiu uma carreira eclesiástica e secular-judicial e reteve vários ofícios, dentre os quais o de orfanotrofo. Escritor de um tratado sobre direito canônico. | [ 23 ]      |
| Cândido               | ca. 1162                              | Um monge, mencionado numa noda de João Contostefano, o governador de Salonica em novembro de 1162. | [ 23 ]      |
| Miguel Hagioteodorita | antes de 1166 – depois de 1170        | Atestado como orfanotrofo e logóteta do dromo nos atos dos sínodos em 1166 e 1170, também reteve outro ofícios judiciais seniores e foi destinatário de cartas de várias figuras e estudiosos notáveis do período. | [ 24 ]      |
| João Belissariota     | começo do século XIII                 | Orfanotrofo, logóteta do secreto, grande logariasta e protoasecreta no Império de Niceia. | [ 25 ]      |
| Edesseno              | ca. 1246                              | Apografeu (chefe do censo e da avaliação fiscal) da Macedônia Oriental. | [ 25 ]      |
| Leão Bardales         | ca. 1296–1300                         | Embaixador, junto com seu amigo Máximo Planudes, à República de Veneza em 1296. | [ 26 ]      |
| Edeseno               | século XIV                            | Compositor de um sigílio sobre o Mosteiro de Docheiariou. | [ 25 ]      |
| Aleixo                | ca. 1348                              | Mencionado nos atos do Sínodo de Constantino de 1348, junto com seu irmão, o estratopedarca Demétrio. | [ 25 ]      |
| Calisto               | ca. 1391                              | Sacerdote, mencionado num texto do começo de 1391. | [ 27 ]      |
| Trifo Cedreno         | ca. 1316                              | Sebasto e orfanotrofo, incumbido com a avaliação das propriedades da Macedônia Oriental em 1316. | [ 27 ]      |
| Manuel Cageres        | século XIV                            | Mencionado num ato de 1369 para o Mosteiro de Zografo, mas possivelmente serviu mais cedo, sob Andrônico II Paleólogo (r. 1282–1328). | [ 27 ]      |
| Constantino N.        | ca. 1342                              | Pansebasto sebasto, orfanotrofo e oikeios do imperador. | [ 27 ]      |
| Miguel Gemisto        | ca. 1401                              | Sacerdote, mencionado numa transação de propriedade. | [ 28 ]      |

Alguns selos de titulares de modo modo desconhecidos também foram preservados. Um registra acerca de Dato, "orfanotrofo e vestarca", enquanto os outros não podem ser certamente datados. Dois selos de oficiais subordinados também sobreviveram, um do diácono Miguel Tetrapolita, que era clérigo e funcionário do orfanato, e outro, datado do século XIII, de Nicetas, bispo de Jonópolis e cartulário do grande orfanotrófio ("grande orfanato").